# Arabe du coin

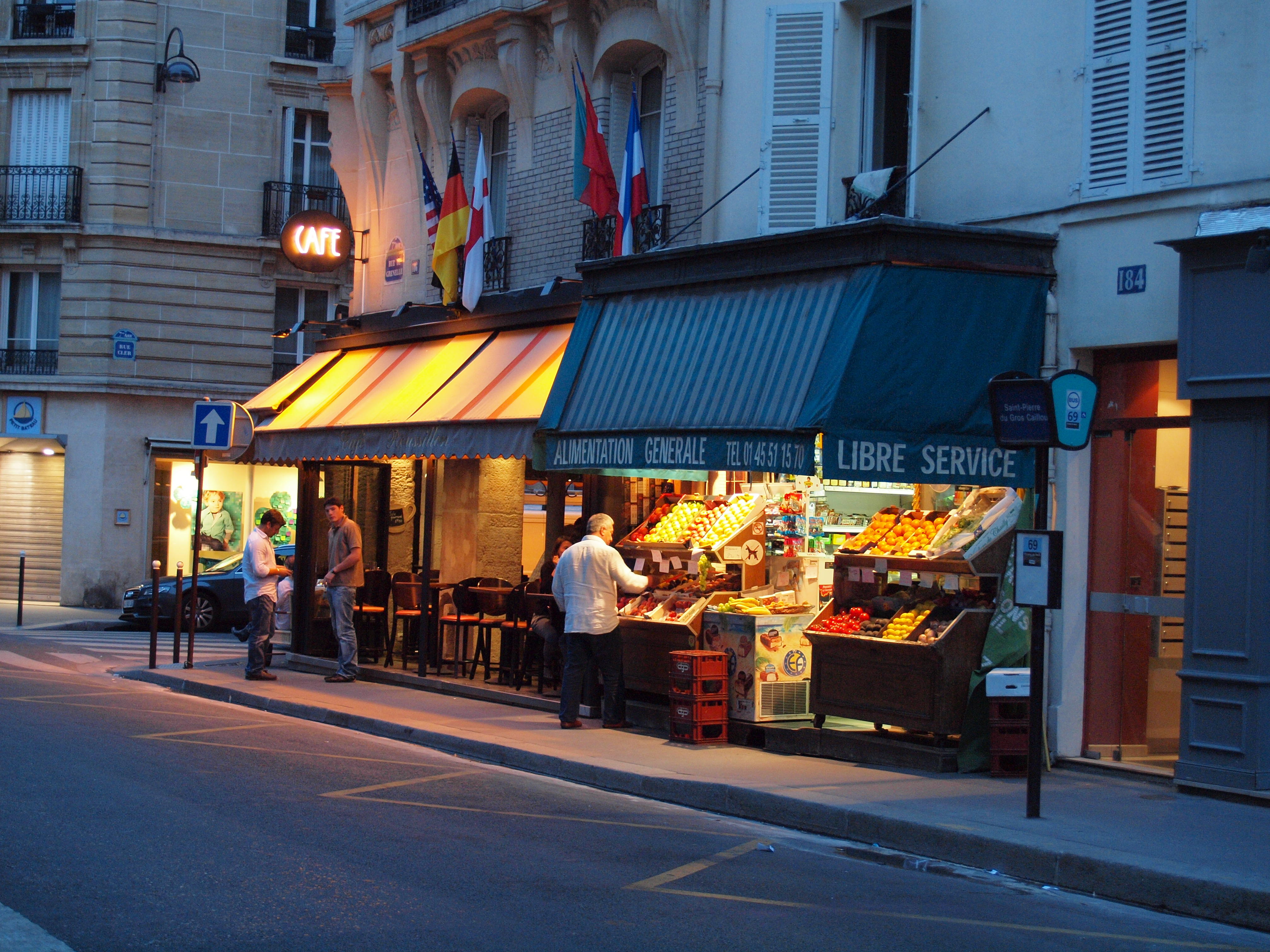
Une épicerie ouverte tardivement à Paris.

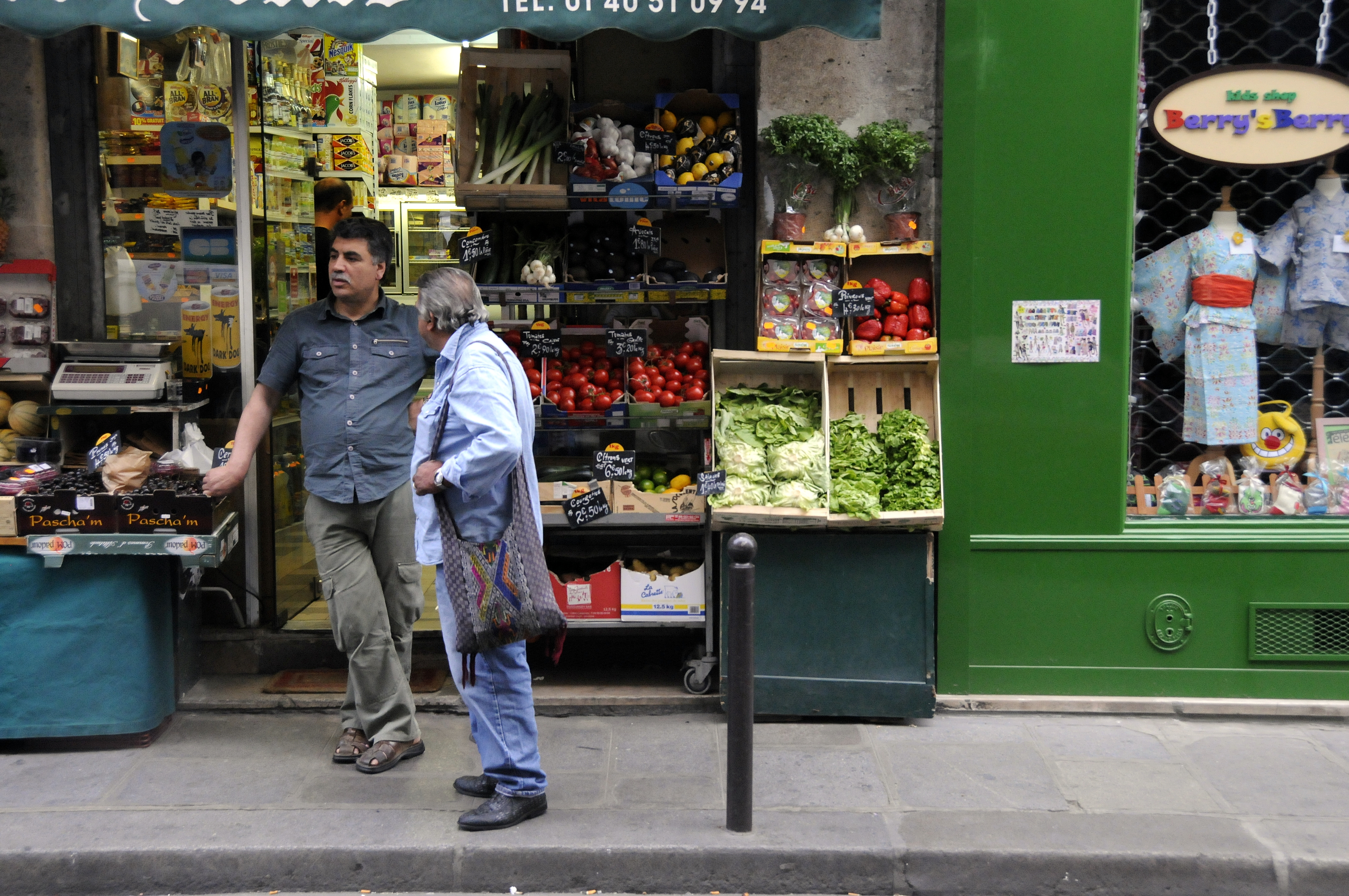
Un marchand discute avec un client devant une épicerie parisienne.

« Arabe du coin » est une expression désignant, en France, une épicerie de quartier tenue par une personne d'origine nord-africaine. Ces commerces ont la particularité d'être ouverts plus tardivement que les commerces traditionnels, ainsi que le dimanche et de vendre, pour cette raison, leurs produits plus chers.
Ce terme est devenu un élément de la vie parisienne, comme l'écrit en 2005 le quotidien américain The New York Times : « Pendant des décennies, à Paris, l’Arabe du coin fut synonyme d’épicerie de quartier encombrée de fruits et légumes, de vins et de liqueurs, de produits laitiers et de sucreries, de bouquets de fleurs, de produits et de conserves de supermarché, pour des achats de dernière minute, le soir, quand les autres magasins sont fermés. »

## Histoire
Selon la politologue française Catherine Wihtol de Wenden (directrice de recherche au CNRS-CERI), spécialiste de l'immigration, il s'agit d'un phénomène ancien : « Celui qu'on a pris l'habitude d'appeler l'arabe du coin existe depuis la Première Guerre mondiale. »
Yves Cuau estime qu'ils « sont montés à l'assaut de l'ancienne métropole, dès le lendemain de la décolonisation. Ils ont conquis d'abord petitement les banlieues. Puis les quartiers du centre, où Bretons, Auvergnats, Basques et Savoyards craquaient devant les horaires déments, le flot de la paperasserie, la concurrence massive des grandes surfaces. »
L'historien et journaliste Patrick Girard date pour sa part, dans Marianne 2 en 2004, le développement du phénomène de « près de trois décennies », soit les années 1970, période de l'immigration « visible » en France.

## Un phénomène ethnique

### Des minorités endogames
Le phénomène des épiceries arabes de Paris correspond à l'établissement d'une véritable spécialisation ethnique, puisque la plupart des commerçants proviennent d'un très petit nombre de régions et de tribus d'Algérie, de Tunisie, et du Maroc (de la région du Souss, autour d’Agadir).
Selon le journaliste historien Patrick Girard, « la plupart de ces « Arabes » sont soit des Mozabites (qui sont en réalité des Berbères zénètes, et non pas arabes), soit des Djerbiens. Les premiers sont originaires du Mzab, dans le Sud algérien. Les seconds viennent de l'île de Djerba, en Tunisie, dont les habitants sont réputés pour leur sens aigu des affaires. D'ailleurs, en Tunisie, l'on disait « aller chez le Djerbien » pour indiquer qu'on se rendait chez l'épicier. Venus dans les années 1970, ces commerçants, rejoints par quelques Chleuhs marocains (qui ne sont pas arabes mais berbères), ont racheté les commerces de détail dans les grandes villes. »
Il relève que Mozabites et Djerbiens viennent « de lieux connus pour être les seuls foyers du kharidjisme en Afrique du Nord », le kharidjisme étant une dissidence de l'islam. Ces minorités se seraient donc spécialisées dans le métier de l'épicerie, notamment les Mozabites en Algérie.
L'islamologue Anne-Marie Delcambre considère que le kharidjisme, qui « ne représente plus qu'un infime pourcentage de la communauté islamique – à peine 1 % – et n'existe plus que dans sa version modérée : l'ibadisme, » explique la spécialisation professionnelle. En effet, « en Algérie les mozabites ibadites ont particulièrement bien réussi dans le monde du commerce… Pour les khâridjites ibadites, le salut doit être mérité par la prière, la vie pieuse et le travail. L'oisiveté et la prodigalité sont condamnées. De plus sont interdits le luxe, le tabac, l'alcool, les parfums, la musique et la danse. Le khâridjite ibadite ne pouvant utiliser à des dépenses somptuaires l'argent gagné, n'a d'autre de recours que de réinvestir. L'entraide dans la communauté devient facilement une «entente commerciale» ».
L'image de « l'épicier mozabite », ou djerbi en Tunisie, est, elle aussi, un classique en Algérie.

### Des stratégies économiques familiales
Le développement des épiceries arabes de Paris relève d'une stratégie économique familiale, avec un modèle d'immigration particulier.
Pour Catherine de Wenden, « les jeunes maghrébins viennent en France pour entrer dans le secteur de l'épicerie, pas pour en sortir. Ils trouvent des moyens d'apprentissage qu'ils mettront à profit pour créer ici un petit commerce ou en repartant chez eux avec un savoir-faire. »
Patrick Girard explique également qu'ils « travaillent le plus généralement en famille (les hommes exclusivement), chacun rêvant de s'installer à son compte en bénéficiant de prêts des siens. »

### Stratégie de diversification
En 2004, au moment où les grandes enseignes lancent des concepts d'épicerie de proximité, Patrick Girard remarque que les familles de commerçants djerbiens investissent un nouveau segment du commerce de détail, lui aussi marqué par des horaires extensifs, les boulangeries, notamment dans l'Est de Paris (XIe arrondissement, XIXe arrondissement et XXe arrondissement).

## Un phénomène économique

### Le succès
Le développement des épiceries « arabes » de quartier, ouvertes jusque tard dans la nuit en région parisienne ou ailleurs (souvent jusqu'à minuit voire jusqu'à 2 ou 3 heures du matin, et même 6 heures dans certains quartiers festifs de Paris), sept jours sur sept, avec une grande variété de produits vendus à prix élevés, constitue une solution de dépannage pour des achats d'appoint, festifs ou d'urgence à l'heure où les autres commerces sont fermés.
Le succès des épiceries arabes a cependant entraîné la fermeture d'épiceries indépendantes ou de chaînes de style Félix Potin, Goulet-Turpin, etc.

### La concurrence des grandes enseignes (depuis 2004)

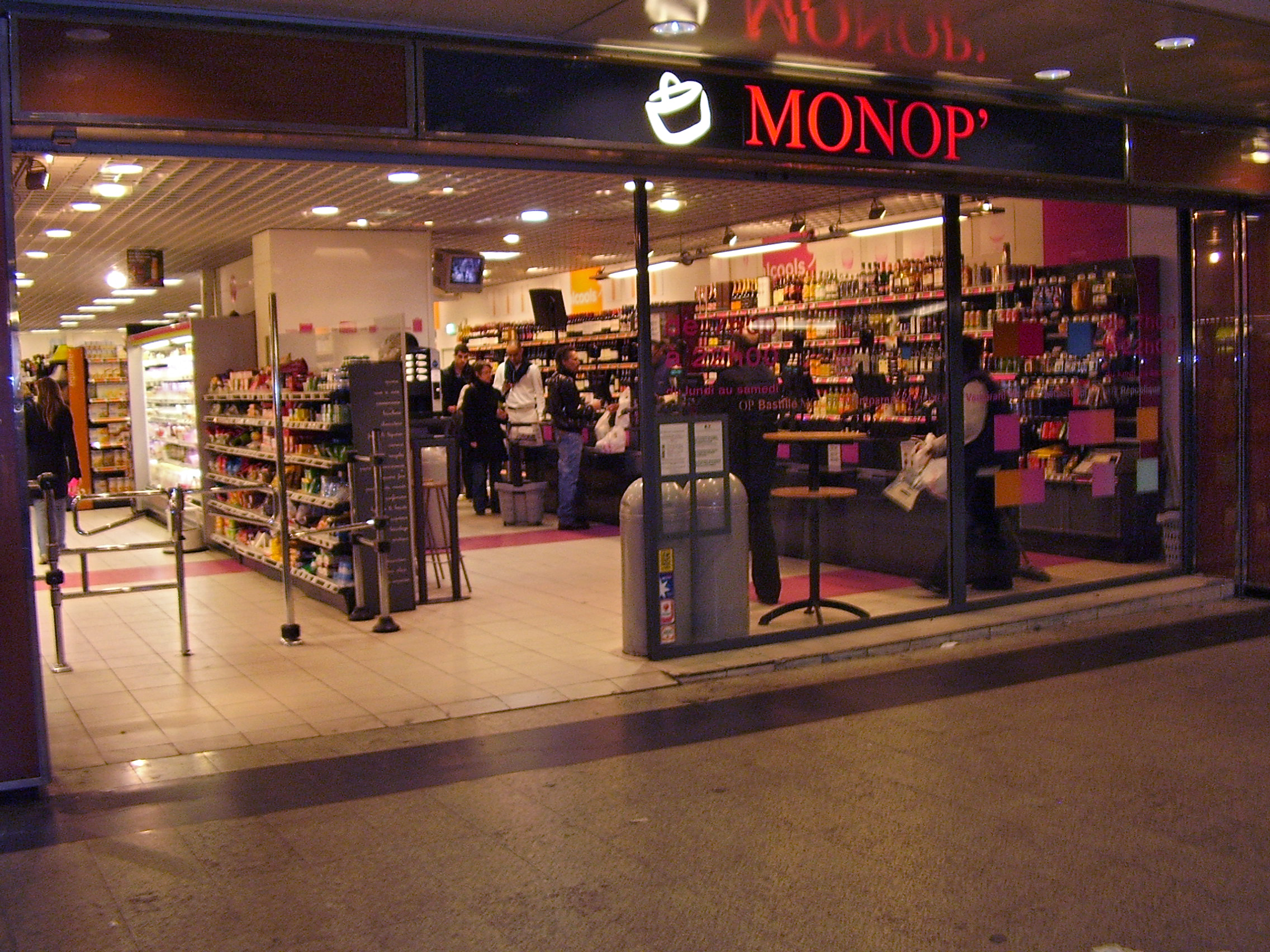
Un magasin Monop' parisien ouvert en soirée.

Depuis le milieu des années 2000, plusieurs grandes enseignes de la distribution alimentaire de ville se sont à leur tour lancées sur ce segment de marché : Daily Monop' et Monop' (2004), U Express (Système U), Carrefour City (en test en 2009), « Chez Jean » (Groupe Casino et Relay). La loi de modernisation de l'économie de juillet 2008 faciliterait les ouvertures.
Selon Alexis Roux de Bézieux, auteur du livre L'Arabe du coin sorti fin 2008, « 50 % des fonds de commerce sont en vente. »

## Œuvres de fiction
L'épicier arabe de quartier est devenu un véritable personnage de la vie parisienne, apparaissant dans des œuvres de fiction. Ce personnage a joué un rôle dans la perception de l'« Arabe » par les Français. Généralement présenté sous un jour positif, rassurant et serviable, il est l'une des premières figures à la fois positive, proche et populaire de l'homme arabe dans la culture française. Un élément rare, en contrepoint avec les autres images de l'homme arabe, moins positives, souvent diffusées par les médias, les informations et la fiction.
- Pierre Desproges dans son sketch Les rues de Paris ne sont plus sûres, raconte l'agression de son épicier Rachid Cherkaoui en soulignant que « dans certains quartiers de la capitale, les Arabes... n'osent plus sortir tout seuls le soir. »

- Le personnage comique de l'épicier Hassan Céhef, avec son slogan « C'est possible ! » (en parodie à une publicité de la SNCF à l'époque), inventé par Les Nuls, en constitue une illustration humoristique devenue très populaire en France.

- Le personnage joué par Jamel Debbouze dans le film Le Fabuleux Destin d'Amélie Poulain (2001), même s'il n'est que le commis souffre-douleur d'un épicier français, incarne tout de même cette figure parisienne de l'Arabe du coin.

- Monsieur Ibrahim et les Fleurs du Coran, roman d'Éric-Emmanuel Schmitt puis film de François Dupeyron sorti en 2003 : dans le Paris des années 1960, un « arabe du coin » (en fait musulman proche-oriental) joué par Omar Sharif se prend d'affection pour un enfant abandonné à lui-même.

- Le titre Y'en A Mamarre des Blérots de R.A.V.E.L sur l'album de 2003 Les Joies Sauvages raconte la vie d'un Arabe du coin, et de son rapatriement.

- Burhan Seif el Din, personnage récurrent de la bande dessinée Jérôme K. Jérôme Bloche.

- Dans leur clip-sketch Le Rap BCBG, Les Inconnus débutent la chanson par « [...] c'est la croix la bannière pour me sustenter / pas un Arabe du coin ni un Euromarché ».